# Complémentaire santé solidaire
En France, la complémentaire santé solidaire (C2S) est une complémentaire santé financée par l'Etat qui complète la protection universelle maladie. Elle est gérée, au choix du bénéficiaire, soit par sa caisse primaire d'assurance maladie, soit par un organisme (mutuelle, assurance...).
Elle remplace, depuis 1er novembre 2019, la couverture maladie universelle complémentaire (CMU-C) et l’aide au paiement d'une complémentaire santé (ACS). Le but de cette réforme était d’offrir une meilleure protection et de simplifier les démarches pour que la C2S profite à plus de 10 millions de personnes (contre 7,1 millions pour l’ACS et la CMU-C avant leur suppression).
La C2S est accessible sur demande aux affiliés de la sécurité sociale sous condition de ressources, et, selon l'âge et les revenus de l'assuré, peut être soit totalement gratuite soit avec une cotisation raisonnable.
La C2S permet la prise en charge totale de la part complémentaire (ticket modérateur) des dépenses de santé sans avance de frais, tout en exonérant le bénéficiaire de toute participation forfaitaire, franchise médicale ou forfait hospitalier, et interdit les dépassements d'honoraires. L'assuré doit toutefois respecter le parcours de soin coordonné et bénéficier d'actes conventionnés par des soignants conventionnés, tout en présentant une carte vitale ou une attestation de droits à jour.

## Historique

### La couverture Maladie universelle complémentaire (2000)
La Couverture Maladie universelle complémentaire (CMU-C) est une complémentaire santé gratuite qui prend en charge ce qui n'est pas couvert par les régimes d'assurance maladie obligatoire.
La couverture Maladie universelle complémentaire (CMU-C) concernait 4 278 693 personnes en 2008.
La CMU-C peut être gérée par les mutuelles, les assurances, les Institutions de Prévoyance ou les organismes de sécurité sociale.
Dans le cadre du parcours de soins coordonnés elle permet de bénéficier d'une prise en charge à 100 % des dépenses de santé (aux tarifs opposables), sans avoir à faire l’avance de frais (tiers payant), y compris pour la part non remboursée par la Sécurité sociale (reste à charge) et le forfait journalier hospitalier.
En outre, les bénéficiaires n'ont pas à payer la participation forfaitaire d’un euro. De plus, les médecins conventionnés ont l'obligation de respecter les tarifs opposables de base reconnus par la CPAM (exemple : 25 euros chez le médecin généraliste depuis le 1er mai 2017 et 30 euros depuis le 22 décembre 2024).
Cependant, un médecin non conventionné a le droit d'appliquer le tarif de son choix, puisqu'il n'a signé aucune convention avec l'Assurance maladie.
Pour bénéficier de cette prise en charge, la carte Vitale et l'attestation de droits à la CMU complémentaire doivent être présentées au médecin, au pharmacien, au laboratoire, à l'hôpital.
La CMU-C est accordée pour un an sous condition de ressources. Au 1er avril 2017, le plafond annuel de ressources pour bénéficier de la CMU-C est fixé à 8 723 euros par an (soit 727 euros par mois) pour une personne seule en métropole. Outre-mer, ce plafond est majoré de 11 %. De plus, le plafond est modulé en fonction de la situation familiale. Le plafond s'est accru chaque année depuis sa création pour refléter l'inflation, et souvent de manière supérieure à l'inflation, appelée « coup de pouce ».

### L'aide au paiement d'une complémentaire Santé  (2005)
En France, pour les personnes dont les revenus se situent entre le plafond de la CMU complémentaire et ce même plafond majoré de 35 %, une aide financière à l'acquisition d'une complémentaire Santé (ACS) a été mise en place au 1er janvier 2005 (loi du 13 août 2004) pour les aider à souscrire un contrat complémentaire santé.
Les revenus pris en compte sont les mêmes que pour la CMU Complémentaire : ceux des membres de la famille, y compris les enfants et personnes à charge de moins de 25 ans vivant au foyer, correspondant aux 12 derniers mois précédant la demande.
Au 1er janvier 2015, une personne seule par exemple doit avoir des revenus annuels compris entre 8 645 et 11 670 € (soit entre 720 et  973 € mensuels).
Environ deux millions de personnes en France pourraient en bénéficier. Mais ce dispositif est si peu connu qu'en 2011, seules 530 000 personnes éligibles en bénéficient réellement.
L'ACS, dont le montant par bénéficiaire varie de 100 à 550 € en fonction de son âge, est attribuée sous forme de chèque santé qui doit être remis à la compagnie d'assurances, mutuelle ou institution de prévoyance choisi par le demandeur. Elle vient en déduction du montant annuel du contrat santé choisi.
Au 1er juillet 2015, les bénéficiaires de l'aide à l'acquisition d'une complémentaire santé (ACS) doivent souscrire un contrat homologué ACS.
| Âge      | Moins de 16 ans | 16 - 49 ans | 50 - 59 ans | Plus de 60 ans |
| -------- | --------------- | ----------- | ----------- | -------------- |
| Montants | 100 €           | 200 €       | 350 €       | 500 €          |

### La Complémentaire santé solidaire: fusion de la CMU-C et de l’ACS (2019)
La refonte des dispositifs d’aide à la complémentaire santé part d’un constat simple : l’ACS peine à atteindre ses objectifs. La moitié des personnes éligibles n’en font pas la demande et près d’un quart des bénéficiaires n’utilisent pas leur attestation-chèque pour souscrire un contrat auprès des mutuelles habilitées.
Démarches compliquées, reste à charge important, cotisations élevées : les raisons sont nombreuses et l’ACS ne connait pas le même succès que sa consœur, la CMU-C. Face à ce constat, une idée s’impose : faire bénéficier de la CMU-C aux personnes éligibles à l’ACS, moyennant une participation financière.
En créant la Complémentaire santé solidaire et en fusionnant les deux dispositifs d’aide à la complémentaire santé, le ministère des Solidarités et de la Santé espère lutter plus efficacement contre le non-recours aux droits et aux soins.
À partir de juillet 2024 elle est officiellement appelée C2S sur le site officiel du gouvernement.
| Nombre de personnes du foyer | C2S gratuite | C2S Payante |
| ---------------------------- | ------------ | ----------- |
| 1                            | 10 166€      | 13 724€     |
| 2                            | 15 249€      | 20 586€     |
| 3                            | 18 298€      | 24 703€     |
| 4                            | 21 348€      | 28 820€     |
| Par personne en +            | + 4 066€     | + 5 490€    |